# 12 de febrer
El 12 de febrer és el quaranta-tresè dia de l'any del calendari gregorià. Queden 322 dies per a finalitzar l'any.

## Esdeveniments
Països Catalans
- 1462, Calaf (l'Anoia: Els remences es revolten contra les autoritats, tret de partida de la Guerra dels Remences.
- 1910 - Barcelona: Primer vol d'un aeroplà de tota la península: el pilot francès Julien Mamet, a bord d'un Blériot XI amb motor de 25 CV, sobrevola l'hipòdrom de Can Tunis de Barcelona.
- 1939, Xàtiva: Bombardeig de l'estació de Xàtiva per part de l'aviació feixista italiana amb el resultat de 129 morts.
- 1987, Sa Dragonera, Mallorca: S'atura judicialment el pla d'urbanització de l'illa.[1]
- 2004, Parc Natural del Cadí-Moixeró: Hi detecten el primer llop salvatge al Principat des de fa més de 70 anys: és un exemplar divagant que procedeix dels Apenins italians.[2]
- 1502: Corona de Castella, Es signa la Pragmàtica de conversió forçosa que dona dos mesos i mig per al baptisme forçós dels mudèjars.[3]

Resta del món
- 1541: Pedro de Valdivia funda Santiago de Xile
- 1554: Joana Grey és decapitada per traïció.
- 1808: Talca (Xile): es jura l'Acta d'Independència de Xile.
- 1817: batalla de Chacabuco, als Andes, on les tropes sota el general José de San Martín vencen els espanyols.
- 1912: Pequín (Xina): Abdicació de Pu Yi (1906-1967), que va regnar com a Emperador Xuantong, el darrer de la dinastia Qing.[4][5]
- 1924, Roma: Comença a publicar-se el diari italià L'Unità, fundat per Antonio Gramsci i lligat històricament al Partit Comunista Italià (PCI).[6]
- 1947: Sikhoté-Alín, URSS: Meteorit de Sikhoté-Alín.[7]
- 1974: Carlos Arias Navarro president del Govern nomenat per Franco presenta el seu programa reformista conegut com l'Esperit del 12 de febrer
- 1979, Berlín: Es funda l'equip de futbol americà Berliner Bären, que més tard prendria el nom de Berlin Adler.

## Naixements
Països Catalans
- 1843, València: Eduard Boscà i Casanovas, metge i naturalista valencià
- 1872, Barcelona: Maria Morera i Franco, actriu catalana de dilatada carrera[8]
- 1876, Esparreguera, Província de Barcelona: Amadeu Cuscó i Panadès, músic català
- 1905, Madrid: Frederica Montseny i Mañé, política, escriptora i líder anarquista catalana, coneguda per ser la primera anarquista en formar part d'un govern espanyol[9]
- 1930, Barcelona: Mercè Torrents i Turmo, pianista i compositora catalana[10]

- 1938, Guissona, Segarra: Jordi Pàmias i Grau, poeta català.[11]
- 1940, Barcelona: Robert Saladrigas i Riera, escriptor i periodista català
- 1951, Vilanova i la Geltrú, el Garraf: Marina Prat Vidal, atleta, fondista i maratoniana catalana.[12]
- 1980, Ontinyent, Vall d'Albaida: Juan Carlos Ferrero, tenista valencià.

Resta del món
- 1218, Kamakura (?), Japó: Kujō Yoritsune, quart shogun del shogunat Kamakura
- 1809
  - Shrewsbury, Shropshire, Anglaterra: Charles Darwin, naturalista anglès, que va plantejar l'evolució de les espècies basada en la selecció natural
  - Comtat de Hardin (Kentucky), EUA: Abraham Lincoln, 16è President dels Estats Units entre 1851 i 1865, en gran part responsable de l'abolició de l'esclavatge a tots els EUA
- 1812, San Lurinç, Udine: Catarine Percût, escriptora italiana en friülès.[13]
- 1837, la Corunya, Emilia Calé Torres, escriptora espanyola[14]
- 1850, Filadèlfia, Pennsilvània, EUA: William Morris Davis, geògraf nord-americà, sovint anomenat el "pare de la geografia americana"
- 1861, Sant Petersburg: Lou Andreas-Salomé, dona de lletres, escriptora i intel·lectual russa[15]
- 1881, Sant Petersburg: Anna Pàvlova, ballarina russa[16]
- 1884, Smolensk, Rússia: Marie Vassilieff, artista pintora i escultora russa, dissenyadora i decoradora teatral [17]
- 1888, Madrid, Regne d'Espanya: Clara Campoamor Rodríguez, advocada, escriptora, política i defensora dels drets de la dona.[18]
- 1900, Saint Louis, Missouri: Adele Buffington, guionista estatunidenca.[19]
- 1911, La Vega: Antonio Guzmán, agrònom, empresari i polític dominicà que va ser president de la República Dominicana.
- 1918, Nova York, EUA: Julian Schwinger, físic, Premi Nobel de Física de l'any 1965
- 1921, Irlanda: Kathleen McNulty Mauchly Antonelli, matemàtica, programadora informàtica de la computadora ENIAC [20]
- 1934, Monroe (Louisiana), EUA: Bill Russell, jugador de bàsquet.
- 1938, Elizabeth (Nova Jersey), EUA: Judy Blume, escriptora de literatura infantil i juvenil.
- 1949
  - Damasc, Síria: Sari Nusseibeh, filòsof palestí, Premi Internacional Catalunya del 2004.
  - Berlín Oriental, RDA: Barbara Honigmann, pintora i escriptora alemanya.[21]
- 1950, Madrid: Marta Fernández-Muro, actriu espanyola.[22]
- 1956, Cudillero, Astúries: Rosa María Menéndez López, investigadora i científica espanyola, presidenta del CSIC des del 2017.
- 1961, Molacillos, Zamora: Ángeles Álvarez Álvarez, política socialista espanyola, activista feminista.
- 1976, Kyjov, Txecoslovàquia: Sylvia Saint, actriu porno txeca.
- 1979, Melbourne, Austràlia: Jesse Spencer, actor australià.
- 1991, Niterói, Rio de Janeiro: Martine Grael, regatista de vela brasilera, medalla d'or als Jocs Olímpics de Rio de Janeiro.[23]
- 1993, Salònica: Giorgos Katidis, migcampista grec.

## Necrològiques
Països Catalans
- 1819, Maó, Menorca: Joan Ramis i Ramis, escriptor i historiador menorquí
- 1959, Barcelona: Antoni Pous i Palau, pintor, escenògraf i aquarel·lista.[24]
- 2022, Barcelona: Antoni Vadell Ferrer, bisbe mallorquí
- 2024, Arenys de Mar: Teresa d'Arenys, narradora i poetessa catalana

Resta del món
- 1479, Tudela, regne de Navarra: Elionor I de Navarra, princesa d'Aragó i infanta de Navarra, princesa de Girona [25]
- 1728, Frankfurt del Main, Sacre Imperi: Agostino Steffani, compositor italià
- 1804, Königsberg, Prússia: Immanuel Kant, filòsof
- 1907, Newcastle upon Tyne: Muriel Robb, tenista britànica, campiona de Wimbledon el 1902.[26]
- 1916, Brunsvic: Richard Dedekind, matemàtic
- 1920, Londres, Regne Unit: Émile Sauret, violinista i compositor francès
- 1959, Nova York, EUA: George Antheil, pianista i compositor estatunidenc[27]
- 1966, Milà, Itàlia: Elio Vittorini, escriptor, traductor i editor italià[28]
- 1971, Tripp, Dakota del Sud: Ella Cara Deloria, lingüista, antropòloga i escriptora sioux yankton[29]
- 1984, París, França: Julio Cortázar, escriptor i traductor argentí
- 1994, Sevilla: Rafael Durán, actor espanyol.[30]
- 2005, Anapu, Pará, Brasil: Dorothy Stang, membre de la Congregació de les Germanes de Nostra Senyora de Namur.
- 2018, Concord, Massachusetts: Ursula Marvin, geòloga planetària estatunidenca que estudià meteorits i mostres lunars[31]
- 2019, Lagos, Nigèria: Bisi Silva (Olabisi Obafunke Silva), conservadora i especialista en art contemporani[32]

## Festes i commemoracions
- Festes patronals a Barcelona; Santa Eulària des Riu (Eivissa, Illes Balears).
- Dia de Darwin
- Dia contra els nens soldat

### Santoral[33]

#### Església Catòlica[34]
- Sants al Martirologi romà (2011): Eulàlia de Barcelona, màrtir (303); Meleci d'Antioquia, bisbe (381); Benet d'Aniana, abat (821); Antoni Cauleas, bisbe de Constantinoble (901); Ludè de Nordhouse, pelegrí (1202).
  - Beats al Martirologi romà: Humbelina de Jully-sur-Sarce, priora (1130); Thomas Hemmerford, Jack Fenn, John Nutter, John Munden, George Haydock, preveres màrtirs (1584).
- Sants que no figuren al Martirologi: Julià l'Hospitalari, sant fictici (s. VII); Sufrè, deixeble de Maximí d'Ais, sant llegendari (s. I); Julià d'Alexandria, màrtir (ca. 160); Modest de Cartago, màrtir; Màrtirs d'Abitinene (304); Damià, màrtir d'Alexandria, i Damià, màrtir a Roma; Modest el Diaca, màrtir (ca. 304); Modest i Ammoni d'Alexandria, màrtirs; Faustí de Brèscia, bisbe (381); Fèlix de Marsella, bisbe; Fèlix de Metz, bisbe; Vènet de Re, eremita (s. V); Gaudenci de Verona, bisbe (465); Rioc de Landevennec, eremita (ca. 640); Quintilià de París, abat (669); Etelvald de Lindisfarne, abat (ca. 740); Seduli de Dublín (Seadhal), bisbe (ca. 785); Goscelí de Torí, abat de San Solutore (1153); Benedetto Revelli, bisbe d'Albenga) (ca. 900).
- Beats que no figuren al Martirologi: Antoni i companys franciscans màrtirs de Bulgària (1361); Pau de Barletta, agustí (1580).
- Venerables: Helmward de Minden, bisbe (958); Nikolaus Herman, monjo (1691); Niccola Saggio, monjo (1709).
- Venerats a l'Orde de Predicadors: beat Reginald d'Orleans, prevere dominicà (1220).

#### Església Copta
- 5 Meixir: Abanub; Agripí d'Alexandria, patriarca (181); Apol·ló, company de Sant Abib; Bixai d'Ikhmin, fundador del monestir.

#### Església Apostòlica Armènia
- 23 Arac': Hipòlit de Roma, antipapa, màrtir, i companys seus; Teòfil el Jove, màrtir; Teòdula d'Anazarbe, màrtir.

#### Església Ortodoxa (segons el calendari julià)
- Se celebren els corresponents al 25 de febrer del calendari gregorià.

#### Església Ortodoxa (segons el calendari gregorià)
Corresponen als sants del 30 de gener del calendari julià.
- Sants: Martina de Roma, màrtir (230); Hipòlit de Roma, papa i màrtir (236); Censorí, Sabí i Àurea, màrtirs; Ares, Fèlix, Màxim i màrtirs d'Òstia, companys d'Hipòlit de Roma; Atanàsia i les seves germanes, màrtirs; Basili el Gran, metropolità de Cesarea, Gregori de Nazianz, arquebisbe de Constantinoble, i Joan Crisòstom, patriarca de Constantinoble; Zenó d'Antioquia, eremita (418); Teòfil el Jove, màrtir (785); Pere I de Bulgària, rei (969); Zenó de les Coves de Kíev (segle xiv); Teodor de Mitilene, màrtir (1748); Demetri de Sliven, màrtir (1841); Pau Aleksandrovitx i Dmitrij Konstantinovitx, grans ducs màrtirs, i Evgenij Poselianin Pogozhev, màrtir; Pelagia de Dividjevo (1884); Vladímir, prevere màrtir (1933); Stefanios, màrtir (1945).

#### Església Evangèlica d'Alemanya
- Valentin Ernst Löscher (1749); Friedrich Schleiermacher, teòleg i filòsof (1834)